# Historia del uniforme del Club de Deportes Iquique

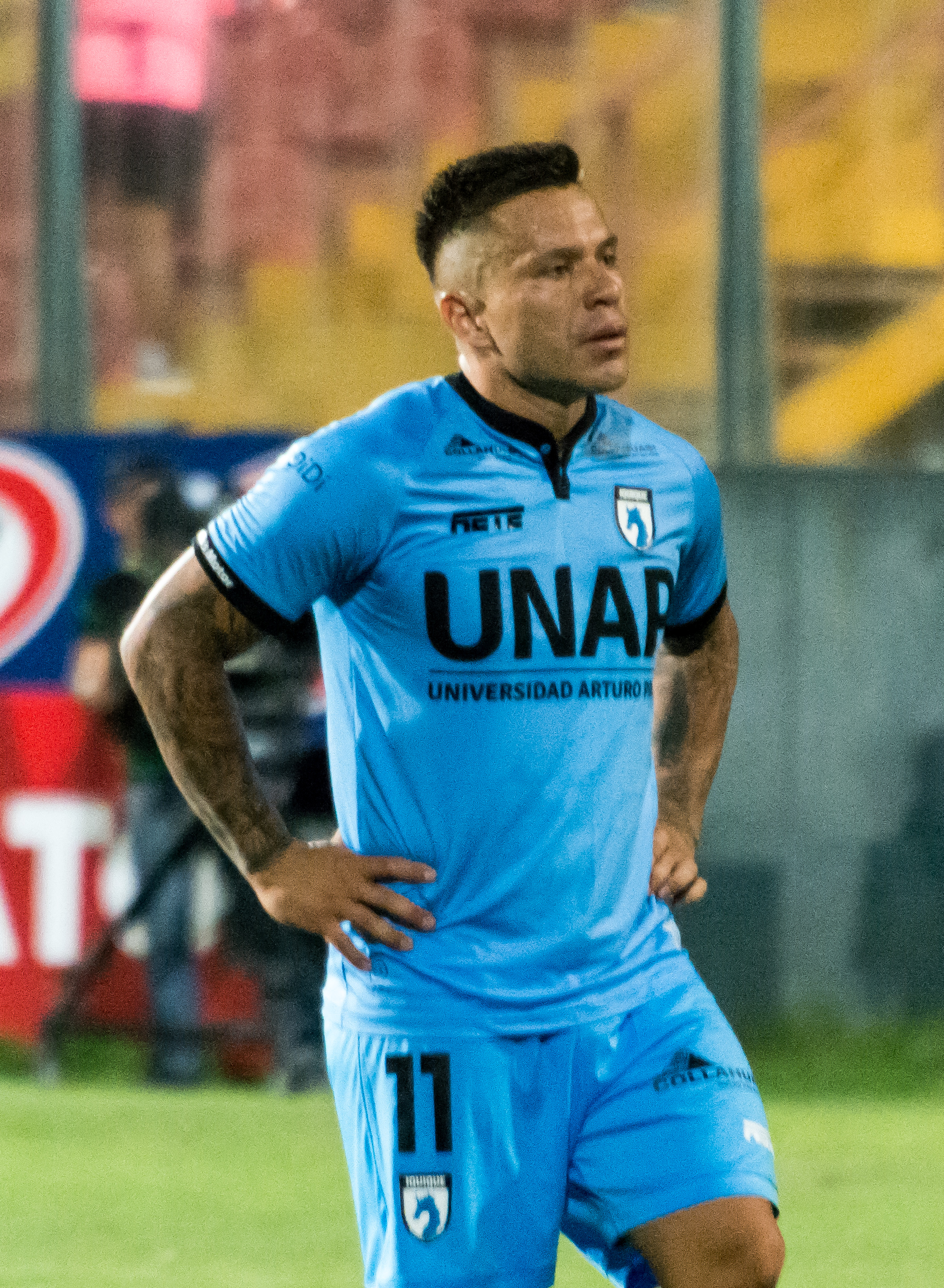
Álvaro Ramos llevando el uniforme titular de Deportes Iquique utilizado durante la temporada 2020

La indumentaria de Club de Deportes Iquique es la utilizado por los jugadores de los «Dragones Celestes» en competencias nacionales e internacionales, desde el primer equipo hasta los juveniles.
A lo largo de su historia, Deporte Iquique se ha caracterizado por lucir el celeste en su primera equipación. Este color tiene su origen en los años 1940 como color representativo de la ciudad en todas las disciplinas deportivas.
Con respecto a su vestimenta alternativa, el club ha utilizado varios colores. Durante algunos años ocupó el color café, característico de la Virgen del Carmen y relacionado con el desierto. En el año 2020 el club presentó una camiseta a franjas verticales azules y rojas en homenaje al Club Cavancha, uno de los precursores de la institución.

## Uniforme titular
| 1979 | 1979 | 1979-80 | 1983 | 1984 | 1985 | 1987 | 1988 | 1989 |

| 1990 | 1991 | 1992 | 1992-93 | 1993 | 1993 | 1993 | 1993 | 1994-95 |

| 1996-99 | 1997 | 2009-10 | 2010-11 | 2011 | 2011 | 2012 | 2013-14 | 2014-15 |

| 2015-16 | 2016-17 | 2017-18 | 2019 | 2020-21 | 2021 |

## Uniforme alternativo
| 1980 | 1980 | 1980 | 1983 | 2009-10 | 2010-11 | 2011 | 2011-12 | 2012-13 |

| 2013-14 | 2014-15 | 2015-16 | 2016-17 | 2017-18 | 2020-21 |

## Patrocinio
| Período       | Proveedor         |
| ------------- | ----------------- |
| 1985-1986     | Adidas            |
| 1988          | Le Coq Sportif    |
| 1989-1990     | Adidas            |
| 1993          | JF Sports         |
| 1993-1995     | Adidas            |
| 1996-1997     | Avia              |
| 1997          | JCQ               |
| 1998          | Avia              |
| 1999          | JCQ               |
| 2000          | Uhlsport          |
| 2001-2002     | Training Deportes |
| 2003          | JCQ               |
| 2004          | Training Deportes |
| 2005          | JCQ               |
| 2005          | Diadora           |
| 2005-2007     | Training Deportes |
| 2008          | Penalty           |
| 2009-2010     | Mitre             |
| 2011          | Lotto             |
| 2011          | CDI               |
| 2012-2016     | Lotto             |
| 2016-presente | Rete              |

| Período       | Auspiciador       |
| ------------- | ----------------- |
| 1979          | aSa               |
| 1979-1983     | Sony              |
| 1984          | ZOFRI             |
| 1985-1986     | Pioneer           |
| 1987          | Sacco Deportes    |
| 1988-1989     | Pioneer           |
| 1990          | Ladeco            |
| 1991-1992     | Orient            |
| 1992          | ZOFRI             |
| 1993-1998     | Cristal           |
| 1999          | Samsung           |
| 1999-2002     | Cristal           |
| 2004          | Iquique           |
| 2005-2007     | Casino de Iquique |
| 2008-2010     | PF                |
| 2011-2015     | ZOFRI             |
| 2015          | Sopranil Iquique  |
| 2015-2021     | UNAP              |
| 2021-presente | Collahuasi        |

| 1. 2. |